# Arkadius Raschka
Arkadius Raschka (* 13. Mai 1975 in Werdohl; † 15. Mai 2015 in Köln) war ein deutscher Songwriter und Produzent.
Nach dem Abitur 1995 absolvierte Raschka eine Lehre als Musikkaufmann bei EMI, wo er anschließend als Product Manager arbeitete. 1999 gründete er das Musik- und Tonstudio rain productions in Köln und produzierte Musik und unter dem Label wortproduktion auch Hörspiele.
Mit dem für die Band Bro’Sis komponierten Song Do You landete Raschka 2002 einen Top-Ten-Hit in den deutschen und österreichischen Single-Charts.
Ab Mitte der 2000er-Jahre war Raschka mit rain productions hauptsächlich auf Hörspielproduktionen und die Lokalisierung von Computerspielen spezialisiert, oft in Zusammenarbeit mit Electronic Arts. So zeichnete er für die Vertonung und Lokalisierung von Dante’s Inferno, Brütal Legend, Dead Space 3, Medal of Honor: Warfighter, Battlefield 3, Battlefield 4 und Battlefield Hardline verantwortlich und ist in einigen dieser Produktionen auch in kleineren Sprecherrollen zu hören. PC Games nannte rain production „eines der wichtigsten Loka-Studios in Deutschland“.